# Трегубов, Николай Яковлевич
Николай Яковлевич Трегубов (1756—1845) — генерал-майор и тайный советник, сенатор 9с 1830). Был Одесский градоначальником (1820—1822) и директором Таганрогской мужской гимназии (1806—1807).

## Биография
Сын коллежского советника Якова Алексеевича Трегубова (ум. 1791). В семье были также братья, Алексей, Александр, Дмитрий и Фёдор, и дочери, Мария (в замужестве графиня) и Анна (ум. 1792) — воспитанницы Смольного института благородных девиц (вып. 1779 года), Надежда, Варвара, Авдотья (в замужестве Салтыкова), . В 1767 году был записан с братьями в Московский пехотный полк, а в 1768 году они были перевели в Рязанский полк сержантами.
В 1772 году был переведён в Санкт-Петербург, в лейб-гвардии Семёновский полк — подпрапорщиком в 7-ю роту капитана Степана Андреевича Зиновьева. С 1774 года — каптенармус.
В 1776 году был определён курьером в иностранную коллегию. Его собирались отправить в Константинополь, куда он, сказавшись больным, не поехал. В октябре 1778 года принял должность фельдфебеля Преображенского полка, в роте Петра Фёдоровича Берхмана; с 1 января 1779 года — прапорщик.
С 1779 по 1786 годы был снова на военной службе в Петербурге — с братом Алексеем, в Семёновском полку; 1 января 1786 года был произведён подполковником и переведён в Петербургский драгунский полк, которым командовал генерал-майор Пётр Алексеевич Исленьев. Полк стоял в селе Уразово Валуйского уезда Воронежской губернии.
Принимал участие во второй русско-турецкой войне. В сентябре 1788 года принял временное командование Мариупольским легкоконным полком; в 1789 году, оставшись в полку, сдал командование полковнику графу Головину.
В 1793 году был произведён в полковники. В 1794 году участвовал в подавлении восстания Костюшко (в Изюмском легкоконном полку Беннигсена); за дело под Вишневом[уточнить] был награждён орденом Св. Владимира 4-й степени с бантом, за отличие под Вильно — орденом Св. Владимира 3-й степени, а по окончании кампании — золотую шпагу «За храбрость». Когда в Изюмский полк был назначен Зорич, с мая 1797 по февраль 1798 года Трегубов, вместе с князем Горчаковым и Платовым, находился под арестом.
В период с 25 февраля по 21 июля 1798 года был командиром Изюмского легкоконного полка; 10 августа 1798 года был произведён в генерал-майоры (в сентябре дано старшинство с 15.11.1797); 2 ноября 1798 года отправлен в отставку с половинным жалованьем и переименованием в действительные статские советники.
Затем служил в Таганроге; в 1806—1807 годах был директором Таганрогской мужской гимназии, 4 февраля 1810 года был назначен главным попечителем купеческого судоходства по Азовскому морю.
С 30 апреля 1811 года стал первым председателем Одесского коммерческого суда. В переводе и с обширными комментариями Трегубова в 1818 году была напечатана книга одесского купца Карла Яковлевича Сикара (1773—1830) «Письма об Одессе». Был награжден 3 мая 1818 года орденом Св. Анны 1-й степени.
Был произведён 25 мая 1820 года в тайные советники и назначен одесским градоначальником. По распоряжению Трегубова одесский городской архитектор Джованни Фраполли составил новый план города. Летом 1821 года произошёл первый в Одессе еврейский погром. Жил Трегубов в Одессе в доме (нынешний адрес — Дерибасовская, № 24), в котором Джованни Фраполли специально расписал «живописью» комнаты верхнего этажа; также — в одноэтажном доме помещика Николая Куликовского.
Был уволен от должности к герольдии 26 ноября 1821 года.
Получил 21 ноября 1829 года назначение в 8-й департамент Сената; с 15 марта 1832 года до своей смерти 8 (20) марта 1845 года состоял во 2-м отделении 6-го департамента Сената. Похоронен на Ваганьковском кладбище в Москве; могила утрачена.
Был женат с марта 1790 года на Екатерине Алексеевне Радванской (04.12.1759—16.09.1803) — из первого выпуска Смольного института благородных девиц; затем — на Вере Фёдоровне Печериной (1800—1852). Дети:
- Николай (1790—1804)
- Варвара (1793—1851) — в замужестве Телесницкая; после смерти мужа, уехав из Одессы, стала первой начальницей Кушниковского института в Керчи
- Алексей (1794—1838) — коллежский советник, инспектор Одесского центрального портового карантина
- Екатерина (1797—1887) — замужем за тайным советником Всеволодом Никандровичем Жадовским (1793—1864).

## Награды
- Орден Святого Владимира 3 степени (15 сентября 1794)
- Орден Святой Анны 1 степени (3 мая 1818)
- Золотая шпага за храбрость